# Jan van der Sluis
Jan van der Sluis (ur. 29 kwietnia 1889 w Rotterdamie, zm. 19 października 1952 tamże) – piłkarz holenderski grający na pozycji napastnika. W swojej karierze rozegrał 1 mecz i strzelił 2 gole w reprezentacji Holandii.

## Kariera klubowa
W swojej karierze piłkarskiej van der Sluis grał w klubie VOC Rotterdam.

## Kariera reprezentacyjna
W reprezentacji Holandii van der Sluis zadebiutował 4 lipca 1912 roku w wygranym 9:0 meczu Igrzysk Olimpijskich w Sztokholmie z Finlandią, w którym zdobył 2 gole. Na tych igrzyskach zdobył z Holandią brązowy medal. Mecz z Finlandią był jego jedynym w kadrze narodowej.